# Bulgaarse parlementsverkiezingen 1986

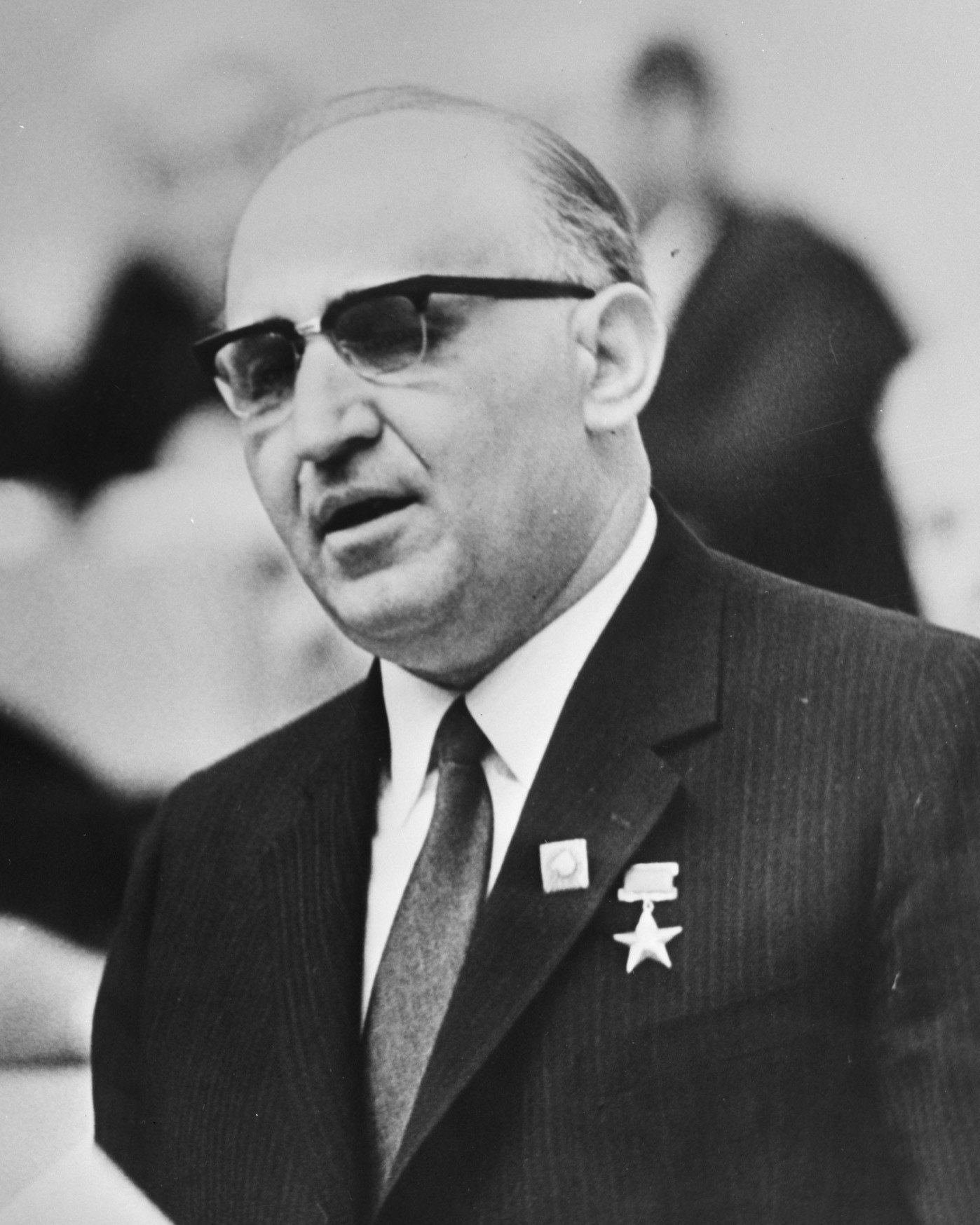
Todor Zjivkov (1911-1998), leider van Bulgarije sinds 1954

De Bulgaarse parlementsverkiezingen van 1986 waren op basis van een eenheidslijst van het door de communisten gedomineerde Vaderlands Front en vonden plaats op 8 juni  van dat jaar. Het Vaderlands Front kreeg 99,92% van de stemmen.
De verkiezingen van 1986 waren de laatste onder het communistische bewind. In november 1989 moest de Bulgaarse leider Todor Zjivkov (1911-1998), aan de macht sinds 1954, het veld ruimen na een paleiscoup die volgde op massale burgerprotesten. De coup bracht de hervormingsgezinde communist Petar Mladenov (1936-2000) aan de macht die na rondetafelgesprekken met de oppositie een einde maakte aan het socialistische systeem in Bulgarije (1990).

## Uitslag
| Coalitie                        | Partij                              | Stemmen   | %       | Zetels    |
| ------------------------------- | ----------------------------------- | --------- | ------- | --------- |
| Vaderlands Front                | Communistische Partij van Bulgarije | 6.639.562 | 99,98%  | 276 / 400 |
| Vaderlands Front                | Bulgaarse Agrarische Nationale Unie | 6.639.562 | 99,98%  | 99 / 400  |
| Vaderlands Front                | Onafhankelijke kandidaten           | 6.639.562 | 99,98%  | 15 / 400  |
| Tegen                           | Tegen                               | 1.142     | 0,02%   | 0 / 400   |
| Totaal                          | Totaal                              | 6.640.704 | 100,00% | 400       |
|                                 |                                     |           |         |           |
| Geldige stemmen                 | Geldige stemmen                     | 6.640.704 | 99,93%  |           |
| Blanco/ ongeldige stemmen       | Blanco/ ongeldige stemmen           | 4.941     | 0,07%   |           |
| Totaal uitgebrachte stemmen     | Totaal uitgebrachte stemmen         | 6.645.645 | 100,00% |           |
| Geregistreerde kiezers/ opkomst | Geregistreerde kiezers/ opkomst     | 6.650.739 | 99,92%  |           |
| Bron: Nohlen & Stöver, IPU      |                                     |           |         |           |